# El llop ferotge
El llop ferotge (Bad Wolf en l'original anglès) és el dotze i penúltim episodi de la primera sèrie de la sèrie de televisió de ciència-ficció britànica Doctor Who. Va ser emès per primer cop l'11 de juny de 2005 al Regne Unit i el 15 d'abril de 2008 a Catalunya. És la primera part d'una duologia; el desenllaç, El comiat, va ser emès el 18 de juny del mateix any. La tripulació de la TARDIS es veu atrapada a la Gamestation, també coneguda com a Satèl·lit 5, en la que es veuen avocats a jugar als concursos televisius que han degenerat per salvar la pell. Tanmateix, quan s'emporten la Rose, el Doctor s'adona que els dàleks han tornat en massa.

## Sinopsi
El Doctor, la Rose i el capità Jack s'han de debatre entre vida i mort a bord de la Game Station, però una amenaça encara més perillosa que encara no es veu els sotja... El Doctor s'adona que la raça humana al complet ha quedat ben encegada mentre l'Armageddon s'aproxima a gran velocitat.